# ブラボースキー
『Bravoski』（ブラボースキー）は、双葉社が発行するスキー専門誌（シーズン月刊）である。シーズン月刊誌であり、スキーシーズン中のみの発刊になる。

## 概要
1981年に創刊され、主にフリースタイルスキー向けの内容となっており、フリースタイルスキーの大会やイベントの情報やフリースタイルスキーの技術を記載している。2005年までは世界唯一のモーグル専門誌『ザ・モーグル』も別冊で発刊していたが、2005年以降はザ・モーグルはブラボースキーに統合された。
同名のBravoski.comというウェブマガジンも掲載しており、こちらは年中通して更新されている。
2000年3月16日にFISワールドカップ・グランドファイナルの会場で国際スキー連盟(FIS)により、モーグルを集中的に取り上げてきてモーグルの人気向上に貢献したことを表彰され、ワールドカップの総合優勝者に授与されるものと同じクリスタルカップを受取った。
1992年から1993年にかけて、日本コロムビアからコンピレーション・アルバム『bravoski SNOW DRIVE MUSIC』が発売され、ライナーノーツには、東北地方と中部地方にあるスキー場の情報やJAFの電話番号が掲載されている。

## コンピレーション・アルバム

### bravoski SNOW DRIVE MUSIC

#### 収録曲
1. My Baby Santa Clause (恋人がサンタクロース)
歌：A.S.A.P.
  - 作詞・作曲：松任谷由実、英語詞：Michael Himelstein、編曲：Aaron Zigman
2. Romance Or Not
歌：大野恵理
  - 作詞：竹花いち子、作曲：大野恵理、編曲：山内薫・井上徳雄
3. シンデレラ・ガール
歌：UNISONAIR
  - 作詞：庄野賢一, Geoffrey Gems、作曲・編曲：庄野賢一
4. 冬のメイン・ストリート
歌：財津和夫
  - 作詞・作曲：財津和夫、編曲：京田誠一
5. Lilith (British Fantasy)
歌：山下久美子
  - 作詞：山下久美子、作曲・編曲：布袋寅泰
6. LADY BLUE
歌：RED WARRIORS
  - 作詞・作曲：木暮武彦、編曲：RED WARRIORS
7. X'mas in the Blue
歌：山本英美
  - 作詞：山本英美、作曲・編曲：和泉一弥
8. 気持ち半分魔女気分
歌：原みどり
  - 作詞・作曲：原みどり、編曲：椎名和夫
9. あなたのままでいて
歌：木村恵子
  - 作詞：麻生圭子、作曲：木村恵子、編曲：佐橋佳幸
10. ゲレンデよ今年もありがとう
歌：JADOES
  - 作詞：横山ムツゴロウ武、作曲：藤沢秀樹, BOB INSECT、編曲：JADOES
11. 星のクライマー
歌：麗美
  - 作詞：松任谷由実、作曲：REIMY、編曲：松任谷正隆
12. 最後のSki
歌：当山ひとみ
  - 作詞：白峰美津子、作曲：米倉良広、編曲：京田誠一
13. 君が微笑むなら
歌：中西保志
  - 作詞：中西保志、作曲・編曲：大森俊之
14. SOMEDAY MY PRINCE WILL COME
演奏：中西俊博
  - 作曲：Larry Morey, Frank Churchill、編曲：中西俊博

### bravoski SNOW DRIVE MUSIC Vol.2

#### 収録曲
1. 中央フリーウェイ
歌：A.S.A.P.
2. 大丈夫
歌：JIGGER'S SON
  - 作詞・作曲：坂本さとる、編曲：JIGGER'S SON & 守時龍巳
3. SINGLE
歌：山下久美子
  - 作詞：竹花いち子・山下久美子、作曲・編曲：布袋寅泰
4. Saila
歌：原田真二
  - 作詞・作曲・編曲：原田真二
5. 想い出がはじまる日
歌：田中友紀子
  - 作詞：田中友紀子、作曲・編曲：村田和人
6. 世界を止めて
歌：THE COLLECTORS
  - 作詞・作曲：加藤ひさし
7. WILD CHERRY
歌：RED WARRIORS
  - 作詞：木暮武彦, D.Yukai、作曲：木暮武彦、編曲：RED WARRIORS
8. King & Queen
歌：THE SILVER DOGGS
9. THE LINES ARE DOWN
歌：LOUDNESS
  - 作詞：二井原実、作曲：高崎晃
10. 今日もつるんでる
歌：GAS BOY
11. GET YOUR LOVE TONIGHT
歌：JADOES
12. サボテンの花
歌：財津和夫
  - 作詞・作曲：財津和夫
13. 千年前から見つめていた
歌：中西保志
  - 作詞：夏目純、作曲・編曲：富田素弘
14. Never Gonna Let You Go
歌：ケルカン
  - 作詞・作曲：Cynthia Weil, Barry Mann